# Viktor von Fuchs
Viktor Freiherr von Fuchs (* 25. Oktober 1840 in Wien; † 29. September 1921 in Hall in Tirol) war ein österreichischer Jurist und Politiker (Katholische Volkspartei, ab 1907 CSP). Von 1879 bis 1918 war er Reichsratsabgeordneter, 1898 bis 1900 auch Präsident des Abgeordnetenhauses sowie 1918/19 Mitglied der Provisorischen Nationalversammlung für Deutschösterreich.

## Leben
Der Sohn eines Beamten im Hoftaxamt (ab 1848 Finanzrat) besuchte eine Volksschule und danach das Stiftsgymnasium Melk, wo er 1859 die Matura ablegte. 1859 bis 1863 studierte er Rechtswissenschaften an der Universität Wien, wo er 1867 zum Dr. iur. promoviert wurde. Von 1864 bis 1872 war er Advokaturskonzipient (Rechtsanwaltsanwärter). Ab 1872 war er in Wien als Rechtsanwalt tätig, bis er 1878 nach Salzburg übersiedelte und eine politische Laufbahn einschlug. 
Noch im selben Jahr wurde er Abgeordneter der Pinzgauer Landgemeinden im Landtag des Herzogtums Salzburg, dies blieb er sechs Wahlperioden lang bis 1913. Als Abgeordneter des Salzburger Großgrundbesitzer zog er 1879 auch in den damals noch nach Kurien gewählten Reichsrat ein. Dort gehörte er zunächst dem Klub des rechten Zentrums an, später dem Zentrum-Klub, dessen Obmann-Stellvertreter er 1886 wurde. Ab der Reichsratswahl 1891 vertrat er im Abgeordnetenhaus die Salzburger Landgemeinden der Gerichtsbezirke St. Johann, Gastein, Zell am See, Saalfelden u. a. und schloss sich dem konservativen Hohenwart-Klub an. 1895 gehörte Fuchs zu den Abgeordneten, die sich von diesem abspalteten und die Katholische Volkspartei gründeten, deren Klubobmann-Stellvertreter er von 1897 bis 1900 war.
Fuchs war 1897 Zweiter Vizepräsident und von 1898 bis 1900 Präsident des Abgeordnetenhauses, einer der beiden Kammern des Reichsrates. Von 1897 bis 1906 stand er außerdem der Staatsschuldenkommission vor. Nach der Wahlrechtsreform 1907 vertrat er den Wahlbezirk Salzburg 7, der ebenfalls Teile der Gerichtsbezirke Gastein, Zell am See, Saalfelden u. a. umfasste. Im selben Jahr schloss sich die Katholische Volkspartei der Christlichsozialen Partei an und Fuchs wurde Klubobmann-Stellvertreter der Christlichsozialen Vereinigung im Abgeordnetenhaus. In der letzten Legislaturperiode des Reichsrates ab 1911 war Fuchs der Alterspräsident. Nach dem Zusammenbruch der Monarchie war er vom 21. Oktober 1918 bis zum 16. Februar 1919 Mitglied der Provisorischen Nationalversammlung Deutschösterreichs. Von 1920 bis zu seinem Tod war er Mitglied des Verfassungsgerichtshofes der Ersten Republik.
In erster Ehe war Viktor Fuchs ab 1868 mit Maria Aloisia Frank verheiratet, die schon nach drei Jahren Ehe starb. Auch die gemeinsame Tochter verstarb jung. In zweiter Ehe heiratete er 1874 Marie Görres (1851–1914), Tochter von Guido Görres und Maria Görres geb. Vespermann, sowie Enkelin von Joseph Görres. Sie war die Witwe des Dichters Hippolyt August Schaufert (1834–1871). Die beiden hatten zwei Kinder: Ludwig Freiherr von Fuchs (1875–1939), der Maria Freiin v. Giovanelli zu Gerstburg u. Hörtenberg (1884–1951), die Urenkelin des Tiroler Freiheitskämpfers und österreichischen Politikers Joseph von Giovanelli zu Gerstburg und Hörtenberg  heiratete, und  Emilie Freiin von Fuchs, die Paul von Kathrein ehelichte. Viktor Fuchs wurde 1888 geadelt, 1908 erhob der Kaiser ihn in den Freiherrenstand.
Er war Ehrenmitglied der katholischen Studentenverbindungen KÖStV Austria Wien (seit 1881) und KaV Norica Wien (seit 1891).

## Dr. Viktor Freiherr von Fuchs-Stiftung
Viktor von Fuchs ist Namensgeber für die von seinen Nachfahren 1990 errichtete Dr. Viktor Freiherr von Fuchs-Stiftung, eine rechtsfähige Stiftung des bürgerlichen Rechts mit Sitz in München. Die Stiftung fördert Initiativen, die sich darum bemühen, Menschen ein Leben und Sterben in Würde zu ermöglichen. Zu den Förderprojekten der Stiftung gehören beispielsweise REFUGIO München, ein Beratungs- und Behandlungszentrum für Flüchtlinge und Folteropfer oder das „SOS-Kinderdorf Clearing-house Salzburg“ zur Betreuung unbegleiteter, minderjähriger Flüchtlinge.